# (72586) 2001 FY1
(72586) 2001 FY1 – planetoida z pasa głównego asteroid okrążająca Słońce w ciągu 5,15 lat w średniej odległości 2,98 j.a. Odkryta 16 marca 2001 roku.